# Altered Beast
Altered Beast é um jogo eletrônico de gênero beat 'em up, desenvolvido e publicado pela Sega em 1988, cujo desenvolvimento foi encabeçado por Makoto Uchida, que teve nesse jogo, seu primeiro projeto como líder de uma equipe de desenvolvimento. Seu lançamento inicial aconteceu nos arcades e o game ficou extremamente famoso por acompanhar as primeiras versões do Mega Drive. Foi um sucesso nos fliperamas, sendo portado para inúmeras plataformas além do console de 16-bits da Sega, como Master System, NES e Game Gear. Também ganhou uma versão para o PlayStation 2 em janeiro de 2005.

## O Jogo
O enredo do jogo é simples, cuja premissa base, consiste em que Neff (uma divindade demoníaca e governante do submundo), captura a Deusa Athena. Então, irritado, o próprio Zeus, senhor do Olimpo, e pai da Athena, decide escolher um campeão para salvá-la. Então, respeitando a bravura dos Centuriões Romanos, Zeus ressuscita um deles, e o entrega poderes, para que ele seja o seu campeão, e desça aos mais profundos níveis do submundo, para resgatar a deusa.
Temos um clássico beat 'em up de rolagem lateral, com alguns elementos de plataforma. Possuindo 5 níveis ambientados na Grécia Antiga, povoada por toda a sorte de criaturas estranhas,que podem ser enfrentadas, por até dois jogadores simultâneos,o quais vão observar, após cada vez que sobrepujarem o Neff (transformado em alguma criatura), pequenas cut scenes, mostrando os perigos corridos por Athena.
Os comandos são igualmente simples: soco, chute e pulo. E a cada vez que o jogador abater um lobo branco de duas cabeças, haverá um power-up. Inclusive, e com 3 deles, o personagem se transforma em um poderoso ser bestial. Com suas habilidades muito aumentadas, para enfrentar Neff até o fim da fase.
As bestas incluem, além do lendário lobisomem, que ilustra as artes do jogo, e sua versão dourada como também dragão, urso e tigre, sendo que cada besta oferece uma nova mecânica, e habilidades únicas. Já no porte para NES, houve uma grande licença criativa, e também podemos transformar em leão, tubarão, e numa fênix.

Na versão original de arcade, os créditos finais revelam que todo o jogo era uma encenação, e não uma batalha entre criaturas mágicas. Tudo não passava de um ator, fazendo um papel de herói, e enfrentando dublês. Enquanto os efeitos especiais, entregavam as transformações e habilidades mágicas.